# Troisième district congressionnel d'Arkansas
Le 3e district congressionnel de l'Arkansas est un district de l'État américain de l'Arkansas. Le district couvre le nord-ouest de l'Arkansas et comprend Fort Smith, Fayetteville, Springdale et Bentonville.
Le district est représenté par le Républicain Steve Womack. Avec un indice CPVI de R+15, il s'agit du troisième district le plus républicain de l'Arkansas, un État doté d'une délégation entièrement républicaine au Congrès.

## Histoire
Le siège social de Wal-Mart est situé dans ce quartier de Bentonville. L'Université de l'Arkansas est située à Fayetteville. Springdale est la maison de Tyson Foods.
Le district est devenu Républicain bien avant le reste de l'État. Il a été aux mains des Républicains en permanence depuis l'élection de John Paul Hammerschmidt (en) en 1966. Cependant, les Démocrates conservateurs ont continué à détenir la plupart des postes étatiques et locaux jusque dans les années 1990.
George W. Bush a obtenu 62% des voix dans ce district en 2004. John McCain a balayé le district en 2008 avec 64,16% des voix tandis que Barack Obama a obtenu 33,45% des voix. C'était la meilleure performance de McCain et la pire d'Obama en Arkansas.

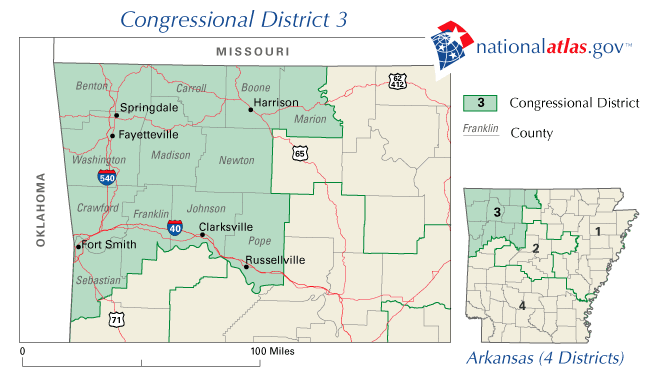
Le district de 2003 à 2013

## Géographie
| #   | Comté      | Siège                      | Population |
| --- | ---------- | -------------------------- | ---------- |
| 7   | Benton     | Bentonville                | 311 013    |
| 15  | Carroll    | Berryville, Eureka Springs | 28 814     |
| 33  | Crawford   | Van Buren                  | 61 891     |
| 87  | Madison    | Huntsville                 | 17 775     |
| 131 | Sebastian  | Fort Smith, Greenwood      | 129 098    |
| 143 | Washington | Fayetteville               | 261 549    |

## Historique de vote
| Année | Poste     | Résultats          |
| ----- | --------- | ------------------ |
| 2000  | Président | Bush 60 % - 37 %   |
| 2004  | Président | Bush 62 % - 36 %   |
| 2008  | Président | McCain 64 % - 34 % |
| 2012  | Président | Romney 66 % - 32 % |
| 2016  | Président | Trump 60 % - 31 %  |
| 2020  | Président | Trump 60 % - 37 %  |

## Liste des Représentants du district
| Membre                        | Parti                      | Année                             | Congrès     | Histoire électorale |
| ----------------------------- | -------------------------- | --------------------------------- | ----------- | --- |
| District créée le 4 mars 1863 |                            |                                   |             | |
| Vacant                        | Vacant                     | 4 mars 1863 - 22 juin 1868        | 38-40       | Guerre de Sécession et Reconstruction |
| Thomas Boles (en)             | Républicain                | 22 juin 1868 - 3 mars 1871        | 40e , 41e   | Élu en 1868 pour terminer un mandat. Réélu en 1868. Perds sa réélection. |
| John Edwards                  | Républicain-Libéral        | 4 mars 1871 - 9 février 1872      | 42e         | Élu en 1870. Perds la contestation de son élection. |
| Thomas Boles (en)             | Républicain                | 9 février 1872 - 3 mars 1873      | 42e         | Conteste avec succès l'élection d'Edward. Retrait. |
| William W. Wilshire (en)      | Républicain                | 4 mars 1873 - 16 juin 1874        | 43e         | Élu en 1872. Perds la contestation de son élection. |
| Thomas M. Gunter (en)         | Démocrate                  | 16 juin 1874 - 3 mars 1875        | 43e         | Conteste avec succès l'élection de Wilshire. Redécoupage vers le 4e district. |
| William W. Wilshire (en)      | Démocrate                  | 4 mars 1875 - 3 mars 1877         | 44          | Élu en 1874. Retrait. |
| Jordan E. Cravens (en)        | Démocrate Indépendant (en) | 4 mars 1877 - 3 mars 1879         | 45e - 47e   | Élu en 1876. |
| Jordan E. Cravens (en)        | Démocrate                  | 4 mars 1879 - 3 mars 1883         | 45e - 47e   | Réélu en 1878 en tant que Démocrate. Réélu en 1880. Perds sa renomination. |
| John Henry Rogers (en)        | Démocrate                  | 4 mars 1883 - 3 mars 1885         | 48e         | Élu en 1882. Redécoupage vers le 4e district. |
| Vacant                        | Vacant                     | 4 mars 1885 - 7 décembre 1885     | 49e         | Le district de James K. Jones fut redécoupé du 2e district et il fut réélu en 1884, mais il démissionna avant le début de son mandat quand il fut élu Sénateur des États-Unis.                            |
| Thomas Chipman McRae          | Démocrate                  | 7 décembre 1885 - 3 mars 1903     | 49e - 57e   | Élu pour finir le mandat de Jones. Réélu en 1886. Réélu en 1888. Réélu en 1890. Réélu en 1892. Réélu en 1894. Réélu en 1896. Réélu en 1898. Réélu en 1900. Retrait.                                       |
| Hugh A. Dinsmore (en)         | Démocrate                  | 4 mars 1903 - 3 mars 1905         | 58e         | Redécoupage depuis le 5e district et réélu en 1902. Perds sa renomination. |
| John C. Floyd (en)            | Démocrate                  | 4 mars 1905 - 3 mars 1915         | 59e - 63e   | Élu en 1904. Réélu en 1906. Réélu en 1908. Réélu en 1910. Réélu en 1912. Retrait. |
| John N. Tillman (en)          | Démocrate                  | 4 mars 1915 - 3 mars 1929         | 64e - 70e   | Élu en 1914. Réélu en 1916. Réélu en 1918. Réélu en 1920. Réélu en 1922. Réélu en 1924. Réélu en 1926. Retrait.                                                                                           |
| Claude A. Fuller (en)         | Démocrate                  | 4 mars 1929 - 3 janvier 1939      | 71e - 75e   | Élu en 1928. Réélu en 1930. Réélu en 1932. Réélu en 1934. Réélu en 1936. Perds sa renomination. |
| Clyde T. Ellis (en)           | Démocrate                  | 3 janvier 1939 - 3 janvier 1943   | 76e , 77e   | Élu en 1938. Réélu en 1940.Retrait pour se présenter comme Sénateur des États-Unis. |
| J. William Fulbright          | Démocrate                  | 3 janvier 1943 - 3 janvier 1945   | 78e         | Élu en 1942. Retrait pour se présenter comme Sénateur des États-Unis. |
| James William Trimble (en)    | Démocrate                  | 3 janvier 1945 - 3 janvier 1967   | 79e - 89e   | Élu en 1944. Réélu en 1946. Réélu en 1948. Réélu en 1950. Réélu en 1952. Réélu en 1954. Réélu en 1956. Réélu en 1958. Réélu en 1960. Réélu en 1962. Réélu en 1964. Perds sa réélection.                   |
| John Paul Hammerschmidt (en)  | Républicain                | 3 janvier 1967 - 3 janvier 1993   | 90e - 102e  | Élu en 1966. Réélu en 1968. Réélu en 1970. Réélu en 1972. Réélu en 1974. Réélu en 1976. Réélu en 1978. Réélu en 1980. Réélu en 1982. Réélu en 1984. Réélu en 1986. Réélu en 1988. Réélu en 1990. Retrait. |
| Tim Hutchinson                | Républicain                | 3 janvier 1993 - 2 janvier 1997   | 103e , 104e | Élu en 1992. Réélu en 1994. Retrait pour se présenter comme Sénateur des États-Unis et démissionne lorsqu'élu.                                                                                            |
| Vacant                        | Vacant                     | 2 janvier 1997 - 3 janvier 1997   | 104e        | |
| Asa Hutchinson                | Républicain                | 3 janvier 1997 - 6 août 2001      | 105e - 107e | Élu en 1996. Réélu en 1998. Réélu en 2000. Démissionne lorsque nommé Directeur de la DEA. |
| Vacant                        | Vacant                     | 6 août 2001 - 20 novembre 2001    | 107e        | |
| John Boozman                  | Républicain                | 20 novembre 2001 - 3 janvier 2011 | 107e - 111e | Élu pour finir le mandat d'Hutchinson. Réélu en 2002. Réélu en 2004. Réélu en 2006. Réélu en 2008. Retrait pour se présenter comme Sénateur des États-Unis.                                               |
| Steve Womack                  | Républicain                | 3 janvier 2011 - Présent          | 112e - 117e | Élu en 2010. Réélu en 2012. Réélu en 2014. Réélu en 2016. Réélu en 2018. Réélu en 2020. |

## Résultats des récentes élections

### 2004
| Élection de 2004 du 3e district congressionnel de l'Arkansas | Élection de 2004 du 3e district congressionnel de l'Arkansas | Élection de 2004 du 3e district congressionnel de l'Arkansas | Élection de 2004 du 3e district congressionnel de l'Arkansas | Élection de 2004 du 3e district congressionnel de l'Arkansas |
| ------------------------------------------------------------ | ------------------------------------------------------------ | ------------------------------------------------------------ | ------------------------------------------------------------ | ------------------------------------------------------------ |
| Parti                                                        | Parti                                                        | Candidat                                                     | Votes                                                        | %                                                            |
|                                                              | Républicain                                                  | John Boozman (sortant)                                       | 160 629                                                      | 59,32                                                        |
|                                                              | Démocrate                                                    | Jan Judy                                                     | 103 158                                                      | 38,09                                                        |
|                                                              | Indépendant                                                  | Dale Morfey                                                  | 7016                                                         | 2,59                                                         |
| Total des votes                                              | Total des votes                                              | Total des votes                                              | 270 803                                                      | 100%                                                         |
|                                                              | Les Républicains conservent                                  |                                                              |                                                              |                                                              |

### 2006
| Élection de 2006 du 3e district congressionnel de l'Arkansas | Élection de 2006 du 3e district congressionnel de l'Arkansas | Élection de 2006 du 3e district congressionnel de l'Arkansas | Élection de 2006 du 3e district congressionnel de l'Arkansas | Élection de 2006 du 3e district congressionnel de l'Arkansas |
| ------------------------------------------------------------ | ------------------------------------------------------------ | ------------------------------------------------------------ | ------------------------------------------------------------ | ------------------------------------------------------------ |
| Parti                                                        | Parti                                                        | Candidat                                                     | Votes                                                        | %                                                            |
|                                                              | Républicain                                                  | John Boozman (sortant)                                       | 125 039                                                      | 62,23                                                        |
|                                                              | Démocrate                                                    | Woodrow Anderson                                             | 75 885                                                       | 37,77                                                        |
| Total des votes                                              | Total des votes                                              | Total des votes                                              | 200 924                                                      | 100%                                                         |
|                                                              | Les Républicains conservent                                  |                                                              |                                                              |                                                              |

### 2008
| Élection de 2008 du 3e district congressionnel de l'Arkansas | Élection de 2008 du 3e district congressionnel de l'Arkansas | Élection de 2008 du 3e district congressionnel de l'Arkansas | Élection de 2008 du 3e district congressionnel de l'Arkansas | Élection de 2008 du 3e district congressionnel de l'Arkansas |
| ------------------------------------------------------------ | ------------------------------------------------------------ | ------------------------------------------------------------ | ------------------------------------------------------------ | ------------------------------------------------------------ |
| Parti                                                        | Parti                                                        | Candidat                                                     | Votes                                                        | %                                                            |
|                                                              | Républicain                                                  | John Boozman (sortant)                                       | 215 196                                                      | 78,53                                                        |
|                                                              | Vert                                                         | Abel Noah Tomlinson                                          | 58 850                                                       | 21,47                                                        |
| Total des votes                                              | Total des votes                                              | Total des votes                                              | 274 046                                                      | 100%                                                         |
|                                                              | Les Républicains conservent                                  |                                                              |                                                              |                                                              |

### 2010
| Élection de 2010 du 3e district congressionnel de l'Arkansas | Élection de 2010 du 3e district congressionnel de l'Arkansas | Élection de 2010 du 3e district congressionnel de l'Arkansas | Élection de 2010 du 3e district congressionnel de l'Arkansas | Élection de 2010 du 3e district congressionnel de l'Arkansas |
| ------------------------------------------------------------ | ------------------------------------------------------------ | ------------------------------------------------------------ | ------------------------------------------------------------ | ------------------------------------------------------------ |
| Parti                                                        | Parti                                                        | Candidat                                                     | Votes                                                        | %                                                            |
|                                                              | Républicain                                                  | Steve Womack                                                 | 148 581                                                      | 72,44                                                        |
|                                                              | Démocrate                                                    | David Whitaker                                               | 56 542                                                       | 27,56                                                        |
| Total des votes                                              | Total des votes                                              | Total des votes                                              | 205 123                                                      | 100%                                                         |
|                                                              | Les Républicains conservent                                  |                                                              |                                                              |                                                              |

### 2012
| Élection de 2012 du 3e district congressionnel de l'Arkansas | Élection de 2012 du 3e district congressionnel de l'Arkansas | Élection de 2012 du 3e district congressionnel de l'Arkansas | Élection de 2012 du 3e district congressionnel de l'Arkansas | Élection de 2012 du 3e district congressionnel de l'Arkansas |
| ------------------------------------------------------------ | ------------------------------------------------------------ | ------------------------------------------------------------ | ------------------------------------------------------------ | ------------------------------------------------------------ |
| Parti                                                        | Parti                                                        | Candidat                                                     | Votes                                                        | %                                                            |
|                                                              | Républicain                                                  | Steve Womack (sortant)                                       | 186 467                                                      | 75,90                                                        |
|                                                              | Vert                                                         | Rebekah Kennedy                                              | 39 318                                                       | 16,01                                                        |
|                                                              | Libertarien                                                  | David Pangrac                                                | 19 875                                                       | 8,09                                                         |
| Total des votes                                              | Total des votes                                              | Total des votes                                              | 245 660                                                      | 100%                                                         |
|                                                              | Les Républicains conservent                                  |                                                              |                                                              |                                                              |

### 2014
| Élection de 2012 du 3e district congressionnel de l'Arkansas | Élection de 2012 du 3e district congressionnel de l'Arkansas | Élection de 2012 du 3e district congressionnel de l'Arkansas | Élection de 2012 du 3e district congressionnel de l'Arkansas | Élection de 2012 du 3e district congressionnel de l'Arkansas |
| ------------------------------------------------------------ | ------------------------------------------------------------ | ------------------------------------------------------------ | ------------------------------------------------------------ | ------------------------------------------------------------ |
| Parti                                                        | Parti                                                        | Candidat                                                     | Votes                                                        | %                                                            |
|                                                              | Républicain                                                  | Steve Womack (sortant)                                       | 151 630                                                      | 79,0                                                         |
|                                                              | Libertarien                                                  | Grant Bland                                                  | 39 305                                                       | 21,0                                                         |
| Total des votes                                              | Total des votes                                              | Total des votes                                              | 190 935                                                      | 100%                                                         |
|                                                              | Les Républicains conservent                                  |                                                              |                                                              |                                                              |

### 2016
| Élection de 2016 du 3e district congressionnel de l'Arkansas | Élection de 2016 du 3e district congressionnel de l'Arkansas | Élection de 2016 du 3e district congressionnel de l'Arkansas | Élection de 2016 du 3e district congressionnel de l'Arkansas | Élection de 2016 du 3e district congressionnel de l'Arkansas |
| ------------------------------------------------------------ | ------------------------------------------------------------ | ------------------------------------------------------------ | ------------------------------------------------------------ | ------------------------------------------------------------ |
| Parti                                                        | Parti                                                        | Candidat                                                     | Votes                                                        | %                                                            |
|                                                              | Républicain                                                  | Steve Womack (sortant)                                       | 217 192                                                      | 77,0                                                         |
|                                                              | Libertarien                                                  | Grant Bland                                                  | 63 715                                                       | 23,0                                                         |
| Total des votes                                              | Total des votes                                              | Total des votes                                              | 280 907                                                      | 100%                                                         |
|                                                              | Les Républicains conservent                                  |                                                              |                                                              |                                                              |

### 2018
| Élection de 2018 du 3e district congressionnel de l'Arkansas | Élection de 2018 du 3e district congressionnel de l'Arkansas | Élection de 2018 du 3e district congressionnel de l'Arkansas | Élection de 2018 du 3e district congressionnel de l'Arkansas | Élection de 2018 du 3e district congressionnel de l'Arkansas |
| ------------------------------------------------------------ | ------------------------------------------------------------ | ------------------------------------------------------------ | ------------------------------------------------------------ | ------------------------------------------------------------ |
| Parti                                                        | Parti                                                        | Candidat                                                     | Votes                                                        | %                                                            |
|                                                              | Républicain                                                  | Steve Womack (sortant)                                       | 148 717                                                      | 64,7                                                         |
|                                                              | Démocrate                                                    | Joshua Mahony                                                | 74 952                                                       | 32,6                                                         |
|                                                              | Libertarien                                                  | Michael Kalagias                                             | 5899                                                         | 2,6                                                          |
|                                                              | Write-in                                                     | Write-in                                                     | 140                                                          | 0,1                                                          |
| Total des votes                                              | Total des votes                                              | Total des votes                                              | 229 708                                                      | 100%                                                         |
|                                                              | Les Républicains conservent                                  |                                                              |                                                              |                                                              |

### 2020
| Élection de 2020 du 3e district congressionnel de l'Arkansas | Élection de 2020 du 3e district congressionnel de l'Arkansas | Élection de 2020 du 3e district congressionnel de l'Arkansas | Élection de 2020 du 3e district congressionnel de l'Arkansas | Élection de 2020 du 3e district congressionnel de l'Arkansas |
| ------------------------------------------------------------ | ------------------------------------------------------------ | ------------------------------------------------------------ | ------------------------------------------------------------ | ------------------------------------------------------------ |
| Parti                                                        | Parti                                                        | Candidat                                                     | Votes                                                        | %                                                            |
|                                                              | Républicain                                                  | Steve Womack (sortant)                                       | 214 960                                                      | 64,31                                                        |
|                                                              | Démocrate                                                    | Celeste Williams                                             | 106 325                                                      | 31,81                                                        |
|                                                              | Libertarien                                                  | Michael Kalagias                                             | 12 997                                                       | 3,88                                                         |
| Total des votes                                              | Total des votes                                              | Total des votes                                              | 334 262                                                      | 100%                                                         |
|                                                              | Les Républicains conservent                                  |                                                              |                                                              |                                                              |

### 2022
La Primaire Démocrate a été annulée. Lauren Mallet-Hays avance vers l'Élection Générale.
| Primaire Républicaine 2022 du 3e district congressionnel de l'Arkansas | Primaire Républicaine 2022 du 3e district congressionnel de l'Arkansas | Primaire Républicaine 2022 du 3e district congressionnel de l'Arkansas | Primaire Républicaine 2022 du 3e district congressionnel de l'Arkansas | Primaire Républicaine 2022 du 3e district congressionnel de l'Arkansas |
| ---------------------------------------------------------------------- | ---------------------------------------------------------------------- | ---------------------------------------------------------------------- | ---------------------------------------------------------------------- | ---------------------------------------------------------------------- |
| Parti                                                                  | Parti                                                                  | Candidat                                                               | Votes                                                                  | %                                                                      |
|                                                                        | Républicain                                                            | Steve Womack (sortant)                                                 | 60 814                                                                 | 78.7%                                                                  |
|                                                                        | Républicain                                                            | Neil Kumar                                                             | 16 414                                                                 | 21.3%                                                                  |

| Élection de 2022 du 3e district congressionnel de l'Arkansas, | Élection de 2022 du 3e district congressionnel de l'Arkansas, | Élection de 2022 du 3e district congressionnel de l'Arkansas, | Élection de 2022 du 3e district congressionnel de l'Arkansas, | Élection de 2022 du 3e district congressionnel de l'Arkansas, |
| ------------------------------------------------------------- | ------------------------------------------------------------- | ------------------------------------------------------------- | ------------------------------------------------------------- | ------------------------------------------------------------- |
| Parti                                                         | Parti                                                         | Candidat                                                      | Votes                                                         | %                                                             |
|                                                               | Républicain                                                   | Steve Womack (sortant)                                        | 142 401                                                       | 63,7                                                          |
|                                                               | Démocrate                                                     | Lauren Mallet-Hays                                            | 73 541                                                        | 32,9                                                          |
|                                                               | Libertarien                                                   | Mike Kalagias                                                 | 7646                                                          | 3,4                                                           |
| Total des votes                                               | Total des votes                                               | Total des votes                                               | 223 588                                                       | 100%                                                          |
|                                                               | Les Républicains conservent                                   |                                                               |                                                               |                                                               |

### 2024
La Primaire Républicaine a été annulée. Caitlin Draper avance vers l'Élection Générale.
| Primaire Républicaine 2024 du 3e district congressionnel de l'Arkansas | Primaire Républicaine 2024 du 3e district congressionnel de l'Arkansas | Primaire Républicaine 2024 du 3e district congressionnel de l'Arkansas | Primaire Républicaine 2024 du 3e district congressionnel de l'Arkansas | Primaire Républicaine 2024 du 3e district congressionnel de l'Arkansas |
| ---------------------------------------------------------------------- | ---------------------------------------------------------------------- | ---------------------------------------------------------------------- | ---------------------------------------------------------------------- | ---------------------------------------------------------------------- |
| Parti                                                                  | Parti                                                                  | Candidat                                                               | Votes                                                                  | %                                                                      |
|                                                                        | Républicain                                                            | Steve Womack (sortant)                                                 | 35 768                                                                 | 53,9                                                                   |
|                                                                        | Républicain                                                            | Clint Penzo                                                            | 30 545                                                                 | 46,1                                                                   |

| Élection de 2024 du 3e district congressionnel de l'Arkansas | Élection de 2024 du 3e district congressionnel de l'Arkansas | Élection de 2024 du 3e district congressionnel de l'Arkansas | Élection de 2024 du 3e district congressionnel de l'Arkansas | Élection de 2024 du 3e district congressionnel de l'Arkansas |
| ------------------------------------------------------------ | ------------------------------------------------------------ | ------------------------------------------------------------ | ------------------------------------------------------------ | ------------------------------------------------------------ |
| Parti                                                        | Parti                                                        | Candidat                                                     | Votes                                                        | %                                                            |
|                                                              | Républicain                                                  | Steve Womack (sortant)                                       | 192 101                                                      | 63,8                                                         |
|                                                              | Démocrate                                                    | Caitlin Draper                                               | 95 652                                                       | 31,8                                                         |
|                                                              | Libertarien                                                  | Bobby Wilson                                                 | 13 331                                                       | 4,4                                                          |
| Total des votes                                              | Total des votes                                              | Total des votes                                              | 301 084                                                      | 100 %                                                        |
|                                                              | Les Républicains conservent                                  |                                                              |                                                              |                                                              |